# Rosenblattia robusta
Rosenblattia robusta är en fiskart som beskrevs av Mead och De Falla, 1965. Rosenblattia robusta ingår i släktet Rosenblattia och familjen Epigonidae. Inga underarter finns listade i Catalogue of Life.